# Phiala albidorsata
Phiala albidorsata is een vlinder uit de familie van de Eupterotidae. De wetenschappelijke naam van de soort is voor het eerst voorgesteld door Max Gaede in een publicatie uit 1927.
De spanwijdte van het mannetje bedraagt 38 millimeter.
De soort komt voor in Zuidelijk tropisch Afrika waaronder Zambia, Mozambique, Botswana en Zimbabwe.